# XxxHolic
xxxHolic (được viết cách điệu là ×××HOLiC; phát âm là "Holic") là một bộ manga của Nhật Bản do nhóm mangaka Clamp sáng tác và minh họa. Bộ truyện cross over với một tác phẩm khác của Clamp là Tsubasa: Reservoir Chronicle, với nội dung xoay quanh Watanuki Kimihiro - một cậu học sinh trung học bị quấy rầy bởi năng lực nhìn thấy những sinh vật siêu nhiên, và Ichihara Yūko - một phù thủy quyền năng và sở hữu một cửa tiệm đáp ứng điều ước. Khi Watanuki đề nghị Ichihara xóa đi năng lực nhìn thấy linh hồn của cậu, cô nhận lời với điều kiện cái giá cho điều ước ấy là cậu phải làm việc cho cô. Clamp sáng tác xxxHolic nhằm liên kết các bộ truyện kỳ ảo và siêu nhiên.
xxxHolic được đăng định kỳ trên tạp chí seinen manga Weekly Young Magazine của Kodansha từ tháng 2 năm 2003 đến tháng 3 năm 2010. Sau đó truyện được chuyển sang đang ở tạp chí shōnen manga Bessatsu Shōnen Magazine vào tháng 6 năm 2010, và đây là nơi ấn phẩm kết thúc kỳ đăng vào tháng 2 năm 2011; các chương truyện được tổng hợp trong 19 tập tankōbon. Phần hậu truyện xxxHolic: Rei bắt đầu ra mắt năm 2013. Tác phẩm được các đơn vị Del Rey Manga và Tanoshimi lần lượt xuất bản đầu tiên ở Hoa Kỳ và Liên hiệp Anh vào năm 2004, rồi được Kodansha Comics chuyển sang xuất bản trong một loạt tiểu mục tính đến năm 2014. Năm 2005, Production I.G đã chuyển thể bộ manga thành phim điện ảnh anime, kế đến là hai bộ anime truyền hình và nhiều tập OVA. Funimation là đơn vị cấp phép phát hành phần phim điện ảnh và phần phim truyền hình đầu tiên ở Bắc Mỹ, và lần lượt đưa chúng lên kệ đĩa DVD cũng như Blu-ray. Một cuốn light novel và một trò chơi video cũng được phát hành dựa trên tác phẩm.
Bộ manga đã có được sự đón nhận nồng nhiệt từ cả độc giả Nhật Bản lẫn Anh ngữ, và xuất hiện trong nhiều cuộc xếp hạng các cuốn sách bán chạy nhất. Các nhà phê bình đa số dành lời khen cho phần minh họa và khâu khắc họa các yếu tố siêu nhiên của tác phẩm.

## Cốt truyện
Watanuki Kimihiro là cậu học sinh trung học bị các linh hồn ayakashi quấy rầy, chúng vô hình trong mắt mọi người ngoại trừ cậu. Truyện bắt đầu khi Watanuki tình cờ trượt chân đi vào một cửa tiệm đáp ứng điều ước. Chủ nhân cửa tiệm là Ichihara Yūko - một phù thủy bí ẩn với nhiều tên gọi và nổi tiếng nắm giữ bí truyền. Cô đề nghị đáp ứng điều ước thoát khỏi các linh hồn của Watanuki kèm theo một cái giá. Theo Yūko, cái giá ấy phải có giá trị tương xứng; vì thế để trả công, cậu phải làm đầu bếp và người trông nhà bán thời gian tạm thời cho Yūko. Khi Watanuki dần thích nghi với công việc chủ yếu là làm việc nhà, Yūko lại tăng cường giao cho cậu những nhiệm vụ vặt dính dáng đến siêu nhiên hoặc tâm linh.
Đôi khi Kunogi Himawari (tình nhân của Watanuki) và Dōmeki Shizuka (cậu bạn cùng lớp mà ban đầu làm Watanuki có ác cảm) cùng cậu tham gia nhiệm vụ mà Yūko giao cho. Ba người ngày một gắn bó, và dẫu cho Watanuki thường thấy phiền toái với Dōmeki, cậu lại càng coi trọng những tình bạn mới và cuộc sống tại cửa tiệm điều ước. Song cùng lúc ấy, cậu bắt đầu lo cho Yūko, băn khoăn liệu ngoài đáp ứng điều ước cho người khác thì cô có đáp ứng điều ước của chính mình không. Cuối cùng, cậu hứa sẽ thử và đáp ứng cho cô một điều ước, nếu như cô có nhu cầu.
Bằng từng cuộc gặp gỡ các thực thể siêu nhiên, Watanuki dần quen thuộc hơn và kết nối với thế giới tâm linh. Một tuyến truyện đan xen với loạt truyện đang sáng tác Tsubasa: Reservoir Chronicle cho biết thực ra Yūko đang cận kề cái chết, và giờ đây cô chỉ sống được vì thời gian riêng của cô vô tình bị phù thủy quyền năng Clow Reed đóng băng từ lâu. Do phép thuật ràng buộc cô bắt đầu biến mất theo thời gian, năng lực duy trì sự hiện diện của phép thuật ở cửa tiệm của Yūko cũng mất đi, và cuối cùng thi cô đã qua đời; cô trăng trối với Watanuki rằng cậu sẽ không thể nhìn thấy quỷ nữa. Tuy nhiên, Watanuki chọn lấy lại năng lực nhìn thấy linh hồn nhằm duy trì cửa tiệm của Yūko và tiếp quản vai trò chủ tiệm của cô.
Những tuyến truyện cross-over sau nữa tiết lộ Watanuki ra đời là do mong muốn quay ngược thời gian của một vị khách từng ghé cửa tiệm - Syaoran của Tsubasa. Vì Syaoran có thể đi ngược về quá khứ (kèm cái giá là bị xóa khỏi dòng thời gian của mình và bị phù thủy Fei-Wang Reed giam cầm), Watanuki chào đời để khỏa lấp khoảng trống trong không-thời gian mà Syaoran để lại, vì thế dẫu là hai người khác nhau, họ lại có chung "sự tồn tại". Khi truyện dần đến hồi kết, Syaoran và Watanuki bị mắc kẹt trong khoảng trống của Fei-Wang và phải trả giá để được tự do và tiếp tục tồn tại. Khi Syaoran quyết định tiếp tục du hành xuyên các chiều không gian, không bao giờ dừng chân ở bất cứ nơi nào, thì Watanuki lại chọn ở bên trong cửa tiệm và quản lý nó, đáp ứng các điều ước cho tới ngày gặp lại Yūko. Thời gian trôi qua, Watanuki tiếp tục làm việc ở cửa tiệm mà không bị già đi. Dōmeki (trợ lý của ông) thường xuyên ghé thăm Watanuki, và truyền thống ấy tiếp diễn với các hậu duệ của Dōmeki. Sau khi 100 năm trôi qua, Watanuki mơ thấy Yūko, cô nói với ông rằng cuối cùng ông đã đủ mạnh để rời khỏi cửa tiệm. Dẫu vậy, ông quyết định chờ đợi bên trong cửa tiệm cho tới ngày họ gặp nhau lần nữa.

## Hoàn cảnh ra đời
xxxHolic được thai nghén khi nhóm Clamp muốn liên kết các bộ truyện siêu nhiên và kỳ ảo mà họ sáng tác với một bộ truyện thực tế. Kế đến ý tưởng này tiếp tục được thực hiện bằng việc sáng tạo nhân vật Ichihara Yūko - người làm cầu nối các câu chuyện từ xxxHolic sang Tsubasa: Reservoir Chronicle. Clamp đề xuất ý tưởng sáng tác xxxHolic với Young Magazine sau Chobits. Cuối cùng, họ quyết định xuất bản cả xxxHolic và Tsubasa trên các tạp chí tuần san để đăng truyện dễ hơn. Tựa bộ manga ban đầu sẽ là "addicted", nhưng sau đổi thành từ "holic" ít tối nghĩa hơn. Giống tác phẩm trước Tokyo Babylon của Clamp, xxxHolic tập trung vào các bệnh xã hội nhưng bằng màu sắc bí truyền hơn. Cụm "xxx" trước từ "holic" là cách nói "điền vào chỗ trống" của người Nhật. Do đó, chính cái tựa ấy đã ẩn ý về nội dung bộ truyện. Nó nói về những người gặp các vấn đề như nghiện rượu hay nghiện công việc. Vì là một bộ truyện huyền ảo, các "---holic" này có thể mang rất nhiều bệnh lý khác nhau.
Phong cách nghệ thuật của bộ manga chịu ảnh hưởng từ tranh in gỗ ukiyo-e. Khi sáng tác một chương gồm 20 trang, Clamp mất khoảng hai ngày để làm phần thiết kế bìa - khác với thời gian mà họ làm những bộ truyện khác. Kịch bản của truyện do Ohkawa Nanase thực hiện, các thành viên khác của Clamp từng hỏi cô bất kỳ sự nhầm lẫn nào trước khi bắt đầu vẽ các chương truyện. Khâu minh họa và thiết kế nhân vật chủ yếu do Nekoi Tsubaki thực hiện cùng sự hỗ trợ của Mokona, song Igarashi Satsuki cũng chắp bút vẽ nhiều phần. Với bộ truyện, họ quyết định sử dụng đề tài của Nhật Bản và Trung Quốc, song tránh vẽ có màu. Mokona chủ yếu đảm nhận khâu thiết kế các nhân vật nữ, còn Nekoi vẽ các nhân vật nam và mọi linh hồn trong truyện. Phần thiết kế bìa cũng được truyền cảm hứng từ Alphonse Mucha - thần tượng của Mokona. Đây là nguyên nhân dẫn tới toàn bộ các bìa tập tankobon đều có in màu vàng/bạc và rồi phủ màu in lên trên nó. Bộ truyện được đổi tên là xxxHolic Rō kể từ tập 16 do cách mà Watanuki đã thay thế Yuko làm chủ tiệm ra sao.
Khi lần đầu trình bày ý tưởng xxxHolic liên kết với Tsubasa: Reservoir Chronicle, bất chấp bày tỏ lo ngại về việc bộ truyện gây căng thẳng lên các nghệ sĩ bằng tiến độ ra mắt hàng tuần, Ohkawa lại hết lòng ủng hộ ý tưởng. Nhằm đáp ứng mong muốn mỗi câu chuyện sẽ được xây dựng chặt chẽ của Ohkawa, Clamp tránh đưa những chi tiết liên hệ giữa hai bộ truyện quá nhiều. Lý do liên kết hai truyện này vì Clamp muốn sở hữu hai nhân vật chính từ hai bộ manga khác nhau cùng với tính cách và tạo hình khác nhau, song ở phần kết họ được xem là chung một người và phải đi theo con đường riêng. Vì Tsubasa: Reservoir Chronicle chú trọng hơn vào các cảnh hành động, đôi khi Clamp tạm ngưng viết xxxHolic hoặc sáng tác những câu chuyện tự kết thúc để cho tuyến truyện giữa hai bộ luôn được liên kết như vậy.
Tháng 4 năm 2010, Clamp cho biết xxxHolic làm họ mất nhiều thời gian hơn dự kiến, gây trì hoãn thực hiện một vài tác phẩm khác của họ. Khi bộ manga ngừng phát hành, Clamp xem đây là màn kết thúc tốt hơn của xxxHolic Rō, chỉ ra rằng xxxHolic thực sự đã kết thúc. Nói về tập cuối của bộ truyện, Clamp muốn bày tỏ rằng bất chấp quyết định ở lại cửa tiệm của Watanuki có thể làm độc giả buồn, thì đây lại là niềm vui với Watanuki. Clamp hài lòng với phản ứng của mọi người ở chương cuối, vì khi bàn về số phận của Watanuki, họ cũng đang nghĩ đến điều làm họ hạnh phúc.

## Chủ đề
Như ngụ ý của nhan đề, bộ manga tập trung vào các chứng nghiện cho đến thói quen thường nhật. Những chứng nghiện này được mở rộng trong bối cảnh siêu nhiên - đóng vai trò là vũ trụ song song với xã hội của thế giới thực. Vấn đề thường bị ác quỷ bám theo của Watanuki có thể bị đem so với việc một người bình thường cảm thấy sợ hãi trước niềm tin rằng mình bị theo dõi. Xuyên suốt bộ truyện, một số khách hàng mắc các chứng nghiện khác nhau ghé thăm cửa tiệm của Yuko nhằm tìm kiếm trợ giúp. Giải quyết những vụ việc này dẫn tới các tình huống đạo đức khó xử. Clamp chú tâm vào tầm quan trọng của ngôn từ khi sáng tác bộ manga. Những hội thoại của Yuko luôn tác động đến các nhân vật khác bất kể là lời nói của cô được thể hiện trực tiếp hay có sức nặng ra sao. Ở các chương đầu, vì lo một phụ nữ nghiện internet, Yuko đã dán nhãn ghi chồng và con cô là "người khác,"nhằm truyền tải triết lý cá nhân và sức mạnh mà khách hàng của cô sở hữu. Trái ngược với Yuko, một vị khác nữa có xu hướng nói dối, từ đó gây nên nhiều bất hạnh cho cô ta.

## Truyền thông

### Manga
Do nhóm mangaka Clamp sáng tác và minh họa, xxxHolic bắt đầu được đăng trên tạp chí seinen manga Weekly Young Magazine của Kodansha vào ngày 24 tháng 2 năm 2003. Bộ truyện ngừng lưu hành trên tạp chí vào ngày 20 tháng 3 năm 2010, và được chuyển sang tạp chí shōnen manga Bessatsu Shōnen Magazine của Kodansha vào ngày 8 tháng 5 năm ấy; một chương yomikiri đặc biệt dài 26 trang cũng được xuất bản trên Weekly Shōnen Magazine vào ngày 19 tháng 5 năm ấy. Tác phẩm ngừng lưu hành vào ngày 9 tháng 2 năm 2011. Kodansha tổng hợp 213 chương trong 19 tập tankōbon; số chương ở ấn bản này được thuyên giảm nhờ kết hợp cả những chương từ đợt đăng gốc. Bắt đầu từ tập 16, truyện được đổi tên thành xxxHolic Rō (×××HOLiC ◆ 籠 lit. "xxxHolic Cage"), nhưng số chương vẫn tiếp nối các chương trước. Tập đầu tiên được phát hành vào ngày 25 tháng 7 năm 2003, còn tập cuối ra mắt vào ngày 9 tháng 3 năm 2011.
xxxHolic là một trong bốn bộ manga đầu tiên được cấp phép phát hành Anh ngữ ở Bắc Mỹ của Del Rey Manga, truyện được mua chung với Mobile Suit Gundam SEED, Mahō Sensei Negima! và Tsubasa: Reservoir Chronicle vào tháng 1 năm 2004. Del Rey xuất bản tập đầu tiên vào ngày 27 tháng 4 năm 2004, còn tập thứ 19 (cũng là tập cuối) ra mắt vào ngày 21 tháng 2 năm 2012. Kodansha USA tái phát hành truyện với thể thức omnibus 3-trong-1 vào năm 2014. Tác phẩm cũng được Tanoshimi cấp phép phát hành tiếng Anh, đơn vị này phát hành chính tập đầu tiên tại Liên hiệp Anh, với tập đầu ra mắt vào ngày 3 tháng 8 năm 2006.
Phần manga xxxHolic thứ hai, có nhan đề xxxHolic Rei (XXXHOLiC ◆ 戻 lit. "xxxHolic Return") được thông báo tại sự kiện The Clamp Festival 2012. Truyện dự kiến được xuất bản trên Weekly Young Magazine vào tháng 2 năm 2013, tuy nhiên lịch phát hành bị chuyển sang ngày 4 tháng 3 năm 2013, tức trễ lịch ban đầu một tháng. Bộ truyện cũng có nhiều lần tạm ngưng ra mắt; các chương mới nhất được xuất bản từ tháng 6 năm 2016 đến tháng 3 năm 2017. Tháng 4 năm 2022, một nguồn tin thông báo Clamp đang định làm tiếp bộ truyện vào năm 2023. Kodansha phát hành tập tankōbon đầu tiên vào ngày 23 tháng 10 năm 2013. Tính đến 6 tháng 10 năm 2016, bốn tập truyện đã được phát hành.

### Phim điện ảnh
Production I.G sản xuất phần anime điện ảnh của bộ truyện với nhan đề xxxHolic: A Midsummer Night's Dream (×××HOLiC: 真夏ノ夜ノ夢 - xxxHOLiC: Manatsu no Yoru no Yume) - ra mắt vào ngày 20 tháng 8 năm 2005 cùng với  Gekijōban Tsubasa Kuronikuru: Torikago no Kuni no Himegimi. Bản DVD được phát hành vào ngày 24 tháng 11 năm 2006. Trong phim, Yūko nhận được yêu cầu từ một người nữ rằng hãy giúp cô trở lại căn biệt thự của mình - nơi cấm cô bước chân vào. Yūko cho biết vì Watanuki là người đưa vị khách tới chỗ cô, lẽ ra cậu nên là người đáp ứng yêu cầu của vị khách nữ, do đó hai người cùng Dōmeki đã được cử đến căn biệt thự. Yūko cũng tham gia vì cô được mời đến căn biệt cùng nhiều nhà sưu tầm nổi tiếng khách qua chung một lá thư; căn biệt thư đầy các phòng kỳ lạ và những lá thư bí ẩn nhắc khách cần phải làm gì thay cho chủ nhà.
Bộ phim là tác phẩm cuối được lựa chọn tranh giải Liên hoan phim hoạt hình quốc tế Annecy 2006 ở hạng mục Phim điện ảnh cùng với bốn đề cử khác: Astérix et les Vikings, Gin-iro no kami no Agito, Wallace & Gromit: The Curse of the Were-Rabbit và tác phẩm giành chiến thắng Renaissance.

### Anime truyền hình
Các bản chuyển thể anime của xxxHolic do Production I.G sản xuất. Mùa đầu tiên của bộ anime truyền hình chuyển thể xxxHolic bắt đầu lên sóng trên Tokyo Broadcasting System Television vào ngày 6 tháng 4 năm 2006 ở Nhật Bản và ngừng chiếu vào ngày 28 tháng 9 năm 2006, với tổng cộng 24 tập phim lên sóng. Cả bản anime điện ảnh lẫn truyền hình do Tsutomu Mizushima làm đạo diễn. Ohkawa Ageha (giám đốc và cây viết kịch bản chính của Clamp) làm giám đốc sản xuất và đồng vai trò biên kịch sáng tác bản truyền hình. Mùa phim thứ hai xxxHolic: Kei (xxxHOLiC◆継 Horikku: Kei, lit. "xxxHolic: Sequel"), bắt đầu lên sóng trên TBS vào ngày 3 tháng 4 năm 2008 ở Nhật Bản và ngừng chiếu vào ngày 26 tháng 8 năm 2008, với tổng cộng 13 tập phim. Đội nhân sự và các diễn viên vẫn được giữ nguyên như mùa đầu tiên. Các tập của mùa đầu tiên cũng được tổng hợp ở tám tập đĩa DVD lưu hành từ 26 tháng 7 năm 2007 đến 21 tháng 2 năm 2008, còn hai hộp đĩa DVD được phát hành vào ngày 25 tháng 8 năm 2010 và ngày 27 tháng 10 năm 2010. Các đĩa mùa phim thứ hai được phát hành ở bảy tập DVD  từ 25 tháng 6 năm 2008 đến 17 tháng 12 năm 2008, hộp DVD được phát hành vào 26 tháng 1 năm 2011.
Mùa đầu tiên do Funimation (giờ đây là Crunchyroll) cấp phép chiếu vào tháng 7 năm 2007. Sáu đĩa DVD được phát hành từ 25 tháng 3 năm 2008 đến 21 tháng 10 năm 2008, có cả mùa phim đầu tiên, còn hộp DVD ra mắt vào ngày 28 tháng 7 năm 2009. Ngày 26 tháng 1 năm 2009, bộ phim có màn ra mắt Bắc Mỹ trên Funimation Channel. Tính đến tháng 10 năm 2022, bộ phim được chuyển sang dịch vụ streaming Crunchyroll từ ứng dụng streaming video FunimationNOW.

### OVA
Một bộ hai đĩa DVD OVA có nhan đề xxxHOLiC Shunmuki (xxxHOLiC 春夢記 lit. "xxxHOLiC Spring Dreams Chronicle") cũng được Production I.G phát hành. Đĩa DVD đầu tiên cho bộ OVA này được phát hành vào 17 tháng 2 năm 2009 cùng tập 14 của bộ manga nguyên tác. Đĩa thứ hai được phát hành cùng tập 15 vào ngày 26 tháng 6 năm 2009. Truyện phim tập trung vào cách Domeki Haruka nhắc Watanuki và Domeki tìm kiếm bốn món đồ - dẫn Watanuki đi vào Mơ Giới. Bộ OVA được tái phát hành bằng định dạng Blu-ray cùng tập đầu tiên của xxxHolic Rei vào ngày 23 tháng 10 năm 2013.
Một bộ OVA nữa có nhan đề xxxHolic Rō (×××HOLiC・籠 lit. "xxxHolic Cage") được phát hành cùng tập 17 của bộ xxxHolic vào ngày 23 tháng 4 năm 2010. Tập phim lấy bối cảnh sau cái chết của Yūko, và xoay quanh cuộc đời làm ông chủ mới ở cửa tiệm của Watanuki. Một bộ OVA nữa có nhan đề xxxHolic: Rō Adayume (×××HOLiC・籠 あだゆめ lit. "xxxHolic Cage Selfish Dream") được phát hành vào ngày 9 tháng 3 năm 2011 kèm theo một ấn bản tập 19 đặc biệt. Trong bộ OVA, Watanuki thấy nhiều phần khác nhau trong cuộc đời Domeki, kể cả thời thơ ấu của cậu và những sự kiện xảy ra xuyên suốt bộ truyện.

### Phim truyền hình người đóng
Ngày 7 tháng 9 năm 2012, các nguồn tin thông báo rằng xxxHolic sẽ được chuyển thể thành bộ phim truyền hình người đóng lên sóng vào ngày 24 tháng 2 năm 2013 trên WOWOW, với nhan đề CLAMP Drama xxxHOLiC (CLAMPドラマ ホリック〜xxxHOLiC〜 CLAMP Dorama Horriku). Watanabe An thủ vai Ichihara Yuko, còn Sometani Shota thể hiện nhân vật Watanuki Kimihiro. Bộ phim do Toyoshima Keisuke làm đạo diễn. Phim kéo dài tám tập. Tác phẩm có bài "Aitai" của Shikao Suga được chọn làm bài hát nhạc hiệu mở đầu. Bộ phim được tổng hợp trong hộp đãi được phát hành cả ở định dạng DVD và Blu-ray vào ngày 6 tháng 11 năm 2013.

### Phim điện ảnh người đóng
Ngày 22 tháng 11 năm 2021, Shochiku và Asmik Ace thông báo rằng một bản phim điện ảnh chuyển thể người đóng của xxxHolic đang được sản xuất, với Shibasaki Ko và Kamiki Ryūnosuke lần lượt hóa thân thành Ichihara Yūko và Watanuki Kimihiro. Ninagawa Mika làm đạo diễn bộ phim, còn Yoshida Erika phụ trách phần kịch bản. Tác phẩm được phát hành tại các rạp nội địa của Nhật Bản vào ngày 29 tháng 4 năm 2022.

## Đón nhận

### Doanh số
Tác phẩm tiêu thụ tốt tại Nhật Bản, khi tập 13 đứng thứ 43 trong top 50 manga được bày bán ở Nhật Bản vào năm 2008. Tháng 5 năm 2015, Kodansha thông báo rằng bộ manga đã in ra 13,7 triệu bản. Màn ra mắt tác phẩm tại Bắc Mỹ cũng thành công khi tập đầu tiên xếp thứ sáu trong danh sách các tập truyện bán chạy nhất trong tuần đầu tiên ra mắt của Nielsen Bookscan. Tập 13 cũng giành hạng sáu trong danh sách bộ manga bán chạy nhất khi vừa ra mắt của New York Times vào tháng 4 năm 2009. Theo New York Times, xxxHolic là bộ manga bán chạy thứ sáu ở Hoa Kỳ vào năm 2009. Ở "giải manga xuất sắc nhất năm 2005" của Mania Entertainment, xxxHolic là tác phẩm thắng cuộc ở hạng mục "[Manga] tuổi trưởng thành xuất sắc nhất".

### Manga
Bộ manga xxxHolic đã nhận được sự hưởng ứng nồng nhiệt của nhiều ấn phẩm. Megan Lavey của Mania Entertainment khen ngợi truyện chú trọng vào suy nghĩ của con người cũng như tính hài hước của tác phẩm. Cô cũng nhận thấy liên hệ hấp dẫn của truyện với Tsubasa: Reservoir Chronicle do các sự kiện được khắc họa theo nhiều góc nhìn khác nhau, qua đó thuyết phục độc giả đọc cả hai truyện. Michael Aronson từ Manga Life cho rằng phần giới thiệu của truyện có tiềm năng đáng để đọc nhờ tính dài kỳ và nhận xét một vài các nhân vật của truyện "thật thú vị", dẫu cho Dan Polley (cũng từ Manga Life) bình luận rằng Watanuki "có hơi chút yếu ớt để làm nhân vật chính". Mặt khác, Matthew Alexander từ Mania Entertainment nhận xét nhân vật Watanuki được phát triển tốt xuyên suốt bộ truyện, trở nên ngày một hấp dẫn hơn.
Joy Kim (một cây viết khác từ Manga Life) tán dương rằng bất chấp là tập truyện dài kỳ, phần kể chuyện đem lại từ các tương tác của Watanuki với các nhân vật khác làm cho từng khung hình "cực kỳ đáng chú ý". Carlo Santos của Anime News Network ưa thích cách mà các chương sau của truyện "[vượt qua] chính nó bằng cách thâm nhập vào thế giới của giấc mơ", so với các tập đầu tiên tập trung vào tương tác giữa người và linh hồn. Active Anime nhận thấy căng thẳng cảm xúc cũng như liên hệ của truyện với Tsubasa là một trong những lý do chính đáng để đọc truyện. Không chỉ đọc Tsubasa, Matthew Alexander thấy rằng việc bổ sung các yếu tố từ Tsubasa sang xxxHolic được thực hiện tốt, khi truyện bắt đầu gợi ý về liên hệ giữa hai nhân vật chính từ mỗi tác phẩm. Tuy nhiên, Santos để ý thấy liên hệ của truyện với Tsubasa gây khó hiểu tới mức chỉ những độc giả của cả hai truyện mới hiểu được một vài cách giải thích.

### Anime
Bản chuyển thể anime của xxxHolic đã nhận được những phản hồi trái chiều từ các ấn phẩm khác nhau; Casey Brienza của Anime News Network thích cách mà mùa phim đầu tiên trung thành với nguyên tác. Tuy nhiên, cô nhận thấy một vài phụ đề của Funimation ở tập đầu gây khó hiểu, khuyên người xem theo dõi bản lồng tiếng Anh. Ở cái nhìn tổng quan hơn về mùa phim đầu tiên, Carlo Santos để ý tới các vấn đề - những khoảnh khắc "siêu biến thân" ngoài chủ ý của hoạt hình, chi của các nhân vật dài hơn đáng kể. Anh cũng phê phán một số phần kể chuyện tập phim "không ăn khớp" do bàn tới các vấn đề bình thường. Holly Ellingwood từ Active Anime xem bộ phim là "một trong những [phim] giàu trí tưởng tượng đặc sắc nhất" nhờ kết hợp các yếu tố siêu nhiên và hài hước. Khi nói về chất lượng hoạt hình, Ellingwood thấy rằng từng vấn đề hoạt hình và bản sắc của nhân vật thường nhằm để gây hài.
Todd Douglass Jr. của DVD Talk dành lời khen các đề tài được nhắc tới ở bộ anime truyền hình. Bất chấp bị phản đối do số lượng tập nhiều, Douglass thấy các nhân vật có sức hấp dẫn do họ được phát triển xuyên suốt bộ phim. Cây viết Jeff Harris của IGN cho rằng khởi đầu của phim là "chấp nhận được", cho rằng những người hâm mộ từ các bộ hành động có thể không quan tâm tới xxxHolic bất chấp tiềm năng của nó. Giống Santos, khi bình luận về phần hoạt họa, anh chỉ ra các vấn đề tương tự với khâu thiết kế, lưu ý một vài khoảnh khắc thiếu tính trơn tru ở các phân đoạn khác của phim. Anh còn chỉ trích lựa chọn bối cảnh (background) trống, nghi ngại liệu chúng có phải những quyết định nghệ thuật thực sự hay chỉ làm để tiết kiệm chi phí hoạt hình. Chris Beveridge của Mania đưa ra đánh giá hỗn hợp, nhất trí với Santos và Harris song vẫn ưa phong cách hoạt hình, kết luận rằng "mọi thứ về thiết kế hình của show cực kỳ hấp dẫn." Qua phân tích nhiều tập phim, Beveridge bày tỏ sự thích thú với format và khen ngợi khả năng của tác phẩm khi cân bằng được phần sáng tối trong nội dung.